# Christian Wilhelm von Münchhausen
Christian Wilhelm von Münchhausen (* 29. April 1683 in Leitzkau; † 30. Januar 1742 in Möckern) war ein deutscher Domherr. Er war Domkapitular und Scholaster in Halberstadt.

## Leben
Er stammte aus der niedersächsischen Adelsfamilie Münchhausen. Hilmar von Münchhausen und Johann Friedrich von Münchhausen waren seine Brüder und Gertrud vom Hagen und Anna Dorothea von Seebach waren seine Schwestern.
Christian Wilhelm von Münchhausen kaufte das Gut Marienthal im Amt Eckartsberga im Jahre 1728 von Maria Sidonia von Bielstein geb. von Thünau für 20.000 Gulden. Er hatte dort die Absicht, ein weltliches adliges Fräuleinstift einzurichten. Dies stieß jedoch auf massiven Widerstand, insbesondere am Dresdner Hof unter Kurfürst Friedrich August II. von Sachsen. Letztendlich musste sich Münchhausen von seiner Idee verabschieden und das Klostergut in Marienthal als Rittergut bewirtschaften lassen. 1732 nahm er grundlegende Veränderungen an der Bausubstanz der im Tal gelegenen alten Klosteranlage in Marienthal vor, die er zu großen Teilen abreißen ließ. Als Ersatz ließ er neue Gebäude auf einer Anhöhe für Wohn- und Wirtschaftszwecke errichten.
Bedeutung erlangte er auch ab 1710 nach dem Tod seines Vaters als Schlossherr in Möckern. Dort hatte er die großen Steine früherer Großsteingräber aus den Feldern im Umkreis der Stadt zu der ab 1715 erfolgten Errichtung des neuen Schlosses und eines benachbarten Gebäudes verwenden lassen.
1735 wickelte er als Vormund seines Vetters Heinrich Friedrich von Platen den käuflichen Erwerb des Gutes Rackith ab.
Nach seinem kinderlosen Tod fiel sein umfangreicher Besitz an seine vier Geschwister.
Anlässlich seines Todes erschien eine Leichenpredigt in Druck.